# جزيء فان دير فال

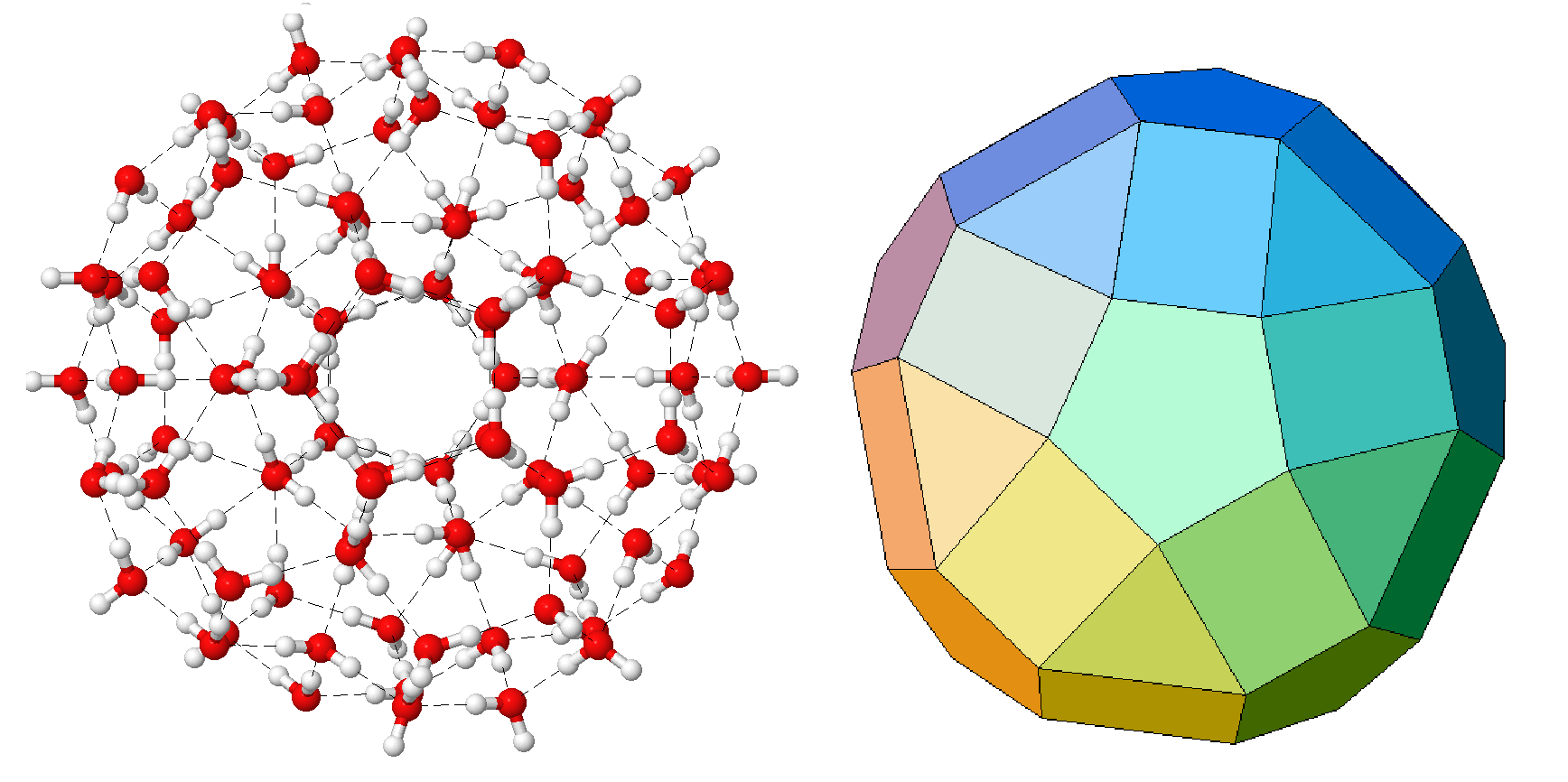
بنية محسوبة ل(H_{2}O)_{100} عنقود مائي عشريني الوجوه

جزيء فان دير فال هو معقد ضعيف الارتباط من الذرات والجزيئات التي تترابط فيما بينها بواسطة قوى التجاذب بين الجزيئات كقوى فان دير فال أو بواسطة الروابط الهيدروجينية. يعود الاسم في أصله إلى بدايات السبعينيات عندما لوحظت عناقيد جزيئية مستقرة على نحو نظامي في مطيافية الموجات الدقيقة بالشعاع الجزيئي.

## أمثلة
من الأمثلة على جزيئات فان دير فال المدروسة بعناية:Ar2, H2-Ar, H2O-Ar, بنزين-Ar, (H2O)2, and (HF)2. والأمثلة الأخرى تشمل الجزيئات ثنائية الذرة الأضخم: He2 وLiHe.